# Yuk L. Yung
Weng Yulin va néixer a Wenzhou, Zhejiang el 1946 i es va traslladar a Hong Kong el 1953
Yuk-ling Yung (Xinès tradicional: 翁玉林; pinyin: Wóng Yùlín) (1946), és professor de ciència planetària a l'Institut Tecnològic de Califòrnia del 1986 fins a l'actualitat.

## Biografia

### Educació
Weng Yulin va néixer a Wenzhou, Zhejiang el 1946 i es va traslladar a Hong Kong el 1953. Després de rebre educació primària i secundària a Hong Kong, es va traslladar als Estats Units on va ser educat a la Universitat de Califòrnia a Berkeley i va obtenir un B.S. en Enginyeria Física, amb honors; i en la Universitat Harvard va adquirir un doctorat en Física el 1974.

### Especialització
Yung s'especialitza en la física i química de les atmosferes planetàries. Ha treballat en una sèrie de projectes de la NASA incloses les sondes espacials Galileo, Cassini-Huygens, i el Sistema d'Observació de la Terra.

### Premis
Va guanyar la Medalla d'assoliment científic excepcional de la NASA el 2004 i es va convertir en el primer guanyador taiwanès del Premi Kuiper el 2015. És citat als American Men and Women of Science.

### Recerca
En un article de la revista Science, es va informar que el professor de ciències planetàries Yuk Yung, juntament amb el científic de recerca en física Tracey Tromp, el professor adjunt de geoquímica John Eiler, el científic de recerca en ciències planetàries Run-Lie Shia i el científic del Jet Propulsion Laboratory Mark Allen, preocupat perquè el gas de l'hidrogen filtrat per al seu ús en automòbils d'hidrogen, en una economia de l'hidrogen, podria causar indirectament una disminució de fins a 10 per cent en l'ozó atmosfèric.
L'Institut de Tecnologia de Califòrnia informa que el gas de l'hidrogen filtrat que inevitablement resultaria d'una economia d'hidrogen, si s'acumula, podria causar indirectament una disminució de fins al 10 per cent en l'ozó atmosfèric.

## Científics relacionats
La seva investigació climàtica i espacial es relaciona amb el treball del professor Kenneth J. Hsu (Institut Federal Suís de Tecnologia), el Dr. Charles A. Perry (Estats Units Geological Survey) i Henrik Svensmark (Institut Meteorològic Danès), en particular en el camp del flux del carboni.

## Publicacions
A partir de 2015 és autor de més de 300 articles acadèmics i dos llibres:
- Atmospheric Radiation: Theoretical Basis, R.M. Goody and Y.L. Yung, Oxford University Press, New York, 1989.
- Photochemistry of Planetary Atmospheres, Y.L. Yung and W. D. DeMore, Oxford University Press, 1999.